# Tata Consultancy Services
Tata Consultancy Services (TCS) ist ein weltweiter Anbieter von IT-Services, Beratungsleistungen und Geschäftslösungen.

## Kurzprofil
Der Hauptsitz von Tata Consultancy Services (TCS) liegt in Mumbai, Indien. Das Unternehmen ist an der National Stock Exchange und der Bombay Stock Exchange in Indien gelistet.
Das Global Network Delivery Model (GNDM™) von TCS umfasst ein beratungsorientiertes, integriertes Portfolio mit IT-, BPO-, IT-Infrastruktur-, Engineering- und Assurance-Services. Das Modell zeichnet sich durch Flexibilität und Skalierbarkeit weltweit verfügbarer Ressourcen aus.
In Deutschland und Österreich ist TCS seit 1991 aktiv. Die Deutschland-Zentrale befindet sich in Frankfurt am Main, zudem besitzt TCS in Düsseldorf ein regionales Delivery Center. Es dient als Schnittstelle zum Global Network Delivery Model (GNDM). Berater im In- und Ausland betreuen über 100 deutsche und österreichische Firmen, darunter 20 DAX-40-Unternehmen und einige große mittelständische Firmen sowie Familienunternehmen. Die Leistungen reichen von Anwendungsentwicklung, Systemintegration und Beratung bis hin zu Digital Business Transformation. Zu den wichtigsten Kunden zählen die Deutsche Bank, Bayer, SAP und Siemens.
Im Juni 2021 gab TCS bekannt, seinen CO2-Ausstoß bis 2025 im Vergleich zum Basisjahr 2016 um 70 Prozent reduzieren zu wollen und bis 2030 klimaneutral zu werden.
Seit 2016 veröffentlichen TCS und Bitkom Research jährliche eine repräsentative Studie zum Stand der Digitalisierung in deutschen Unternehmen. Die Kampagne zur Studie wurde mehrfach ausgezeichnet, unter anderem mit dem Deutschen Preis für Wirtschaftskommunikation 2018.

## Mutterkonzern und Unternehmensgeschichte
TCS ist börsennotiert und gehört zur Tata-Gruppe, einem indischen Mischkonzern. Das Unternehmen wurde 1868 von Jamsetji Nusserwanji Tata (* 1839 in Indien; † 1904 in Deutschland) gegründet.
Die Tata Gruppe umfasst heute über 30 operativ unabhängige Gesellschaften in zehn Branchen: Kommunikation und Informationstechnologie, Engineering (darunter die Autosparte Tata Motors), Stahl, Dienstleistungen (z. B. die Taj-Hotelgruppe), Energie, Konsumgüter und Chemie. Für den Konzern arbeiten mehr als 800.000 Menschen auf sechs Kontinenten und in über 100 Ländern.
Im Jahr 1968 weitete die Tata-Gruppe ihr Geschäft auf die Informationstechnologie aus: Fakir Chand Kohli gründete Tata Consultancy Services (TCS).

## Unternehmensstruktur und Mitarbeiter
Das Unternehmen verfügt weltweit über 592.000 Mitarbeiter und mehr als 50 direkte Konzerntöchter. Der Frauenanteil beträgt 36,2 Prozent. Mit über 190.000 Mitarbeiterinnen ist TCS einer der größten IT-Arbeitgeber von Frauen weltweit.
Im April 2020 hat TCS angekündigt, dass seine Mitarbeiter weltweit im Jahr 2025 durchschnittlich nur noch 25 Prozent der Arbeitszeit im Büro sein werden. Während der COVID-19-Pandemie arbeiteten 97 Prozent der Beschäftigten im Homeoffice.
Seit 2017 bietet der IT-Dienstleister ein einjähriges Traineeprogramm in Deutschland und weiteren europäischen Ländern an.
Anfang 2021 kaufte TCS den IT-Dienstleister Postbank Systems von der Deutschen Bank, um die Grundlage für weiteres Wachstum zu schaffen.

## Niederlassungen
TCS ist in 46 Ländern aktiv und verfügt über 183 Niederlassungen; unter anderem in Europa, Nord- und Südamerika, Indien, China und Japan.
Europäische Solution Center befinden sich beispielsweise in Düsseldorf (Deutschland), Budapest (Ungarn), Luxemburg (Luxemburg) und Peterborough (Großbritannien). Sie fungieren als Schnittstelle zum Global Network Delivery Model und realisieren Offshoring-Modelle. Europäische Niederlassungen existieren auch in der Schweiz, den Niederlanden, Schweden, Belgien; Dänemark, Finnland, Frankreich, Italien, Norwegen, Polen, Portugal, Spanien und in Österreich.
Der Standort Düsseldorf deckt vor allem die Bereiche Anwendungsentwicklung, Architektur und Beratung, Produkt-Outsourcing, Systemintegration, Cloudservices und Testing ab. Der Schwerpunkt liegt dabei auf agiler Softwareentwicklung und serviceorientierten Architekturmodellen (SOA). Weitere deutsche Standorte sind München, Hamburg, Stuttgart, Berlin, Leverkusen und Walldorf.

## Produkte und Dienstleistungen
Über Branchenwissen verfügt TCS unter anderem in den Bereichen Bank- und Finanzwesen, Versicherungen, Fertigung, Transport, Telekommunikation, Medien und Informationsdienste, Pharmazie und Life-Sciences, Energie- und Versorgungswirtschaft sowie Einzel- und Konsumgüterhandel.
Technologietrends
TCS unterstützt Kunden dabei, digitale Innovationen in der gesamten Organisation einzusetzen – mit Lösungen für Mobile, Cloud, Blockchain, Automatisierung, Künstliche Intelligenz, Big Data und Analytics sowie dem Internet der Dinge (Internet of Things, IoT).
Kernleistungen des Portfolios:
- Infrastruktur-Services: ergänzt um Dienstleistungen aus den Bereichen Geschäftstransformation und strategischem Outsourcing. Dazu zählen Data Center Transformation, Cloud-Services (Private Cloud und Workload-Migrationen), Nachrichtenvermittlungsdienste (Hosted Messaging), Bring Your Own Device (BYOD), Virtual Desktop Infrastructure und Infrastrukturmanagement (Remote Infrastructure Management, RIM).
- Qualitätssicherung (Assurance): beratende, statische, funktionale, nicht-funktionale, nischenbezogene und testunterstützende Services.
- Business Process Outsourcing (BPO): basierend auf globalen Bearbeitungsplattformen (Kombinationen aus Softwarepaketen sowie Prozess- und Workflow-Modellen) und auf branchenspezifischen BPO-Services, die ebenfalls auf globalen Bearbeitungsplattformen aufsetzen
- SAP-Lösungen: Planung, Implementierung und Support von SAP-Lösungen für Enterprise Resource Planning (ERP), Customer Relationship Management (CRM), Supply Chain Management (SCM), Enterprise Content Management (ECM) und weitere Geschäftsbereiche.

## Partnerschaften
Tata Consultancy Services ist Strategie- und Technologiepartner von SAP, Microsoft, IBM, Oracle, Siemens, Google, Amazon Web Services (AWS) und der Software AG sowie zahlreichen weiteren Unternehmen. Partnerschaften mit Universitäten in Deutschland bestehen mit neun Technischen Universitäten (insbesondere die TU Darmstadt), die WHU – Otto Beisheim School of Management, die Otto-Friedrich-Universität Bamberg, die Justus-Liebig-Universität Gießen und die Frankfurt School of Finance.
Darüber hinaus investiert das Unternehmen in Forschungs- sowie Entwicklungsprojekte und kooperiert mit führenden Forschungseinrichtungen wie der Fraunhofer-Gesellschaft. Außerdem unterstützt TCS das Academic Interface Program (AIP) und arbeitet mit der Studentenorganisation AIESEC zusammen. Gemeinsam mit dem Hessen-Technikum fördert TCS zudem Frauen bei ihrem beruflichen Einstieg in den MINT-Bereich.

## Sponsoring
TCS ist einer der weltweit größten Sponsoren für Marathons und Laufveranstaltungen. Das Unternehmen ist Titelsponsor des New-York-City-Marathons, des London-Marathons (auch als Technologiepartner), des Amsterdam-Marathons und des Lidingöloppets, dem weltweit größten Cross-Country-Lauf in Schweden.
Mit 136.054 Teilnehmern aus 34 Ländern ist der von TCS veranstaltete Programmierwettbewerb TCS CodeVita laut Guinness World Records der weltweit größte seiner Art.